# Клемен Слаконя
Клемен Слаконя (словен. Klemen Slakonja; нар. 3 червня 1985, Брежиці, Словенія) — словенський гуморист, актор, телеведучий і співак. Представник Словенії на Пісенному конкурсі Євробачення 2025 з піснею «How Much Time Do We Have Left».

## Біографія
Клемен Слаконя народився 3 червня 1985 року в поселенні Брежиці, Словенія. Освіту здобув у Люблянській академії театру, радіо, кіно і телебачення. Є членом трупи Словенського національного театру «Драма» (словен. SNT Drama Ljubljana) в Любляні.
Спершу був ведучим на радіо Energy та організатором різноманітних заходів. Також виступав в ефірі на радіо Ga-Ga. Став популярним після участі в телешоу «Хрі-Бар» у листопаді 2007 року, де пародіював відомих музикантів. У 2011 році Клемен став ведучим національного відбору на Євробачення «EMA 2011». У травні того ж року він оголошував результати голосування Словенії у фіналі Євробачення 2011. У жовтні 2011 року разом із Майєю Кеуц став ведучим телепроєкту «Місія — Євробачення» (словен. «Misija Evrovizija») на каналі RTV SLO. У березні 2012 року переміг у двох номінаціях премії «Viktorji 2011»: «телевізійна особа» і «ведучий розважальної передачі». Клемен знімався в рекламі македонської туристичної компанії (вийшло декілька роликів під загальною назвою «Мисливець за Македонією» (словен. «Lovec na Makedonijo»)).
Його пародійне відео JJ Style у стилі синглу Gangnam Style (від південнокорейського репера PSY) набрало більше мільйона переглядів на YouTube.
У жовтні 2013 року опублікував пародію на філософа Славоя Жижека.
У лютому 2016 року спародіював Путіна у кліпі «Putin, Putout», який був представлений під час національного відбору представника Словенії на Євробачення. Кліп було опубліковано на YouTube і він із 27 лютого зібрав більше 57 млн переглядів.

### Особисте життя
Одружений із акторкою Мойцею Фатур (словен. Mojca Fatur). У 2012 році у подружжя народився син. У Мойци також є дочка від першого шлюбу із режисером Лукою Мартіном Шкофом (словен. Luka Martin Škof).

## Нагороди і номінації
| Рік  | Премія          | Категорія                                                  | Результат |
| ---- | --------------- | ---------------------------------------------------------- | --------- |
| 2012 | «Viktorji 2011» | Televizijska osebnost (Телевізійна особа)                  | Перемога  |
| 2012 | «Viktorji 2011» | Voditelj zabavne TV-oddaje (Ведучий розважальної передачі) | Перемога  |